# Motacilla bocagii
Đuôi ngắn São Tomé (danh pháp khoa học: Motacilla bocagii) là một loài chim theo truyền thống xếp trong họ Sylviidae hay Macrosphenidae, nhưng hiện nay được xếp trong họ Motacillidae,
Đuôi ngắn São Tomé (hay mỏ dài Bocage) từng được cho là có quan hệ gần với các loài mỏ dài trong chi Macrosphenus. Khi họ Sylviidae bị chia tách, người ta từng đặt nó trong họ Macrosphenidae. Tuy nhiên, các kết quả nghiên cứu của Johansson et al. (2008b) gợi ý rằng nó có quan hệ họ hàng với chìa vôi và chim manh, và có thể là chị em với chìa vôi. Alström et al. (2015a) phát hiện thấy rằng nó không những là chị em với các loài chìa vôi mà trên thực tế chính là một loài chìa vôi (Motacilla), cụ thể là có quan hệ họ hàng gần nhất với Motacilla flaviventris. Kết quả này cũng được xác nhận trong Harris et al. (2018). Vì thế, hiện nay IOC đã chuyển nó sang chi Motacilla.